# Вальделагуна
Вальделагуна (ісп. Valdelaguna) — муніципалітет в Іспанії, у складі автономної спільноти Мадрид. Населення — 887 осіб (2010).
Муніципалітет розташований на відстані близько 40 км на південний схід від Мадрида.

## Демографія
Динаміка населення (INE ):

## Галерея зображень

Розташування муніципалітету у автономній спільноті Мадрид
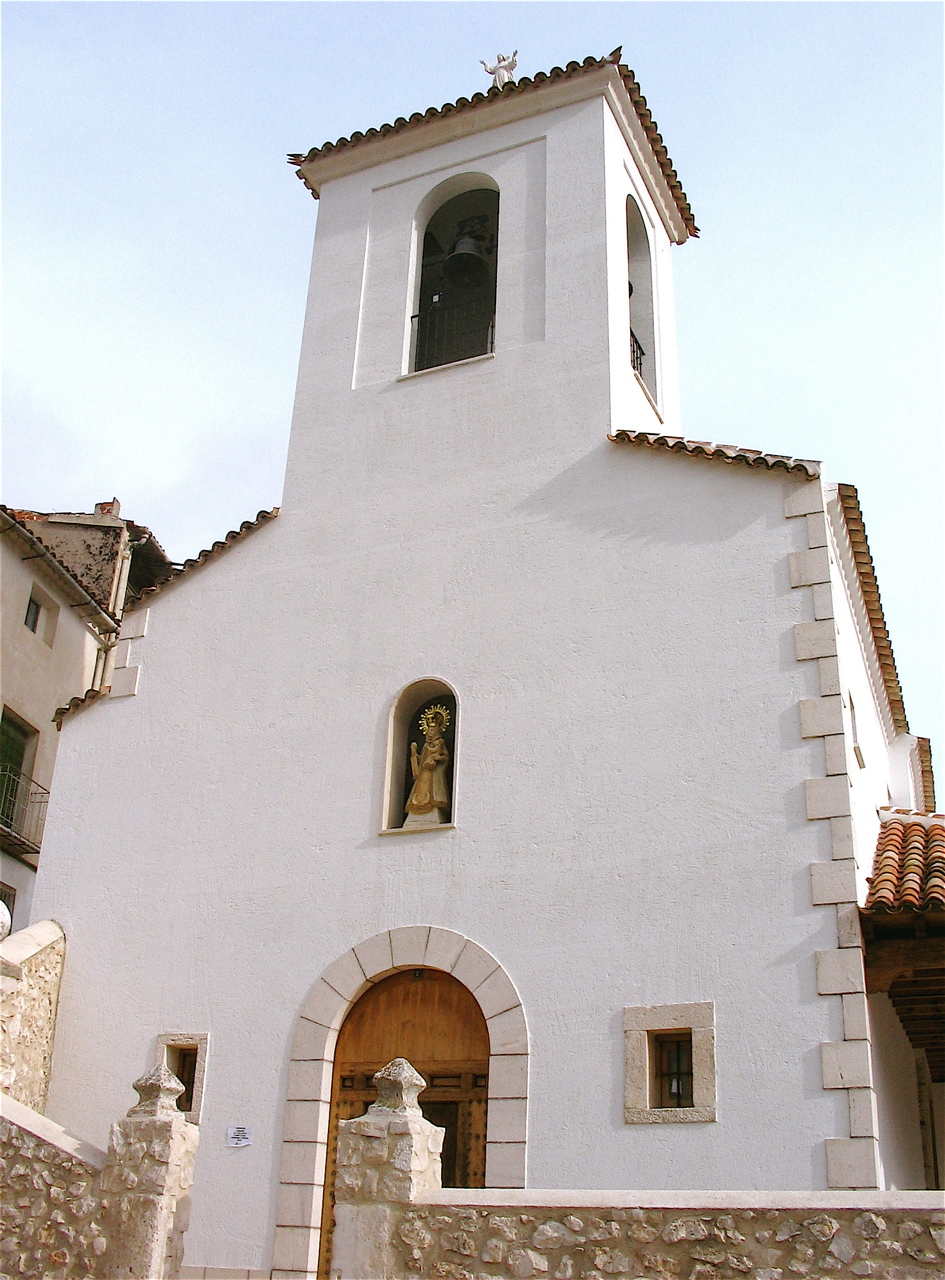
Церква Нуестра-Сеньйора-де-ла-Асунсьйон